# Ad Brocken
Ad Brocken  (Tilburg) is een voormalige Nederlandse voetballer die tussen 1958 en 1960 uitkwam voor Willem II.